# Always Greener
Always Greener, es una serie australiana estrenada el 9 de septiembre de 2001 por la cadena Seven Network y que terminó sus transmisiones el 8 de junio de 2003.
Creada por Bevan Lee y ha contado con la participación invitada de actores Jesse Spencer, Grant Bowler, Bruce Spence, Nicholas Hammond, Roy Billing, Dom DeLuise, Lynette Curran, Kate Fitzpatrick, Peter Collingwood, Craig McLachlan, Erik Thomson, Genevieve Lemon, Michael Caton, Conrad Coleby, Oliver Ackland, Alex Blias, entre otros...
La serie fue cancelada en el 2003 después de que el rating de la serie comenzaran a bajar.

## Historia
La serie sigue a dos familias: los Taylor y los Todd, una que vive en los suburbios de Sídney y la otra en una granja a las afueras de la zona rural de Nueva Gales del Sur en la ciudad de Inverness. Cuando John Taylor visita a su hermana Sandra Todd por Navidad ambos bromean con que deberían de cambiar de casas para comenzar una nueva dirección en sus vidas.
Cuando John descubre que su hija Marissa consume drogas y Sandra se da cuenta de que no puede pagar sus facturas, los hermanos deciden cambiar de casas, después del cambio los Todd: conformada por la viuda Sandra y sus dos hijos Campbell y Pip dejan su vida campestre y se mudan a la ciudad, ahí conocen a Greg Steele su nuevo vecino, su hijo Mickey Steele quien pronto se hace amigo de Campbell y a Shelley Southall, una joven que le gusta intimidar a la gente y que tiene sus propios problemas.
Mientras tanto los Taylor: los esposos John y Liz Taylor, junto a sus hijos Marissa, Jason y Kimberley "Kimmi" Taylor deben de adaptarse a la vida en una granja y convertirse en agricultores, a su llegada conocen al mujeriego Derek Unn un inmobiliario y a su esposa Eileen, a la determinada Isabelle Turnbull, su hija Katy Turnbull y al granjero Tom Morgan.

## Personajes
| Actor          | Personaje           | Trabajo  | N.º de episodios | Temporada   |
| -------------- | ------------------- | -------- | ---------------- | ----------- |
| John Howard    | John Taylor         | -        | 50               | 2001 - 2003 |
| Michala Banas  | Marissa Taylor      | -        | 50               | 2001 - 2003 |
| Anne Tenney    | Liz Taylor          | -        | 50               | 2001 - 2003 |
| Abe Forsythe   | Campbell "Cam" Todd | -        | 50               | 2001 - 2003 |
| Scott Major    | Tom Morgan          | Granjero | 50               | 2001 - 2003 |
| Denise Roberts | Isabelle Turnbull   | -        | 50               | 2001 - 2003 |
| Clayton Watson | Mickey Steele       | -        | 48               | 2001 - 2003 |

### Personajes Recurrentes
| Actor           | Personaje        | Ocupación           | N.º de episodios | Duración    |
| --------------- | ---------------- | ------------------- | ---------------- | ----------- |
| Bree Desborough | Shelley Southall | -                   | 17               | 2002 - 2003 |
| Matt Passmore   | Pete Jones       | -                   | 16               | 2003        |
| Andrew Clarke   | Derek Unn        | Agente Inmobiliario | 8                | 2002 - 2003 |
| Steven Rooke    | Nick Greenhill   | -                   | 7                | 2002 - 2003 |
| Georgie Shew    | Katy Turnbull    | -                   | 7                | 2002 - 2003 |

### Antiguos Personajes
| Actor             | Personaje                | Ocupación | N.º de episodios | Duración    |
| ----------------- | ------------------------ | --------- | ---------------- | ----------- |
| Peter Corbett     | Bert Adams               | -         | 13               | 2001 - 2002 |
| Grant Bowler      | Greg Steele              | -         | 11               | 2002        |
| Caitlin McDougall | Sandra Taylor-Todd       | -         | 7                | 2001 - 2002 |
| Bree Walters      | Pip Todd                 | -         | 7                | 2001 - 2002 |
| Daniel Bowden     | Jason Taylor             | -         | 7                | 2001 - 2002 |
| Natasha Lee       | Kimberley "Kimmi" Taylor | -         | 7                | 2001 - 2002 |
| Merridy Eastman   | Eileen Unn               | -         | 3                | 2002        |

## Premios y nominaciones
| Año  | Categoría                                                                  | Premio                          | Nominado (a)                  | Resultado |
| ---- | -------------------------------------------------------------------------- | ------------------------------- | ----------------------------- | --------- |
| 2004 | Most Outstanding Drama Series                                              | Silver Logie Award              | Always Greener                | Nominado  |
| 2003 | Most Outstanding Actor in a Drama Series                                   | Logie Award                     | John Howard                   | Nominado  |
| 2003 | Most Outstanding Drama Series                                              | Logie Award                     | Always Greener                | Nominado  |
| 2003 | Best Achievement in Sound for a Television Drama (episodio # 50)           | ASSG Award                      | Always Greener                | Nominado  |
| 2003 | Best Actress in a Supporting or Guest Role in a Television Drama or Comedy | AFI Award                       | Maggie Dence                  | Nominada  |
| 2002 | Best Actor in a Supporting or Guest Role in a Television Drama             | AFI Award                       | Clayton Watson                | Ganó      |
| 2002 | Drama Series (episodios # 1 & # 3)                                         | Emmy Award                      | Always Greener                | Nominado  |
| 2002 | Most Popular New Female Talent                                             | Logie Award                     | Michala Banas                 | Nominada  |
| 2002 | Most Outstanding Drama Series                                              | Logie Award                     | Always Greener                | Nominado  |
| 2002 | Television (Series)                                                        | Australian Writers' Guild Award | Sue Hore                      | Nominada  |
| 2002 | Best Music For A Television Series Or Serial                               | APRA-AGSC Screen Music Award    | Paul Healy & Trent Williamson | Nominados |

## Producción
La serie fue creada por Bevan Lee y producida por Jo Porter con la colaboración de Produced by Artist Services/Red Heart Productions. El nombre de la serie "Always Greener" (en español: siempre verde) deriva de la frase "The grass is always greener on the other side" (en español: La hierba es siempre más verde al otro lado). Una promoción del primer episodio de la serie usó la canción Side de Travis.

### Rating
La serie comenzó con 2 millones de espectadores en el 2001, pero los ratings comenzaron a bajar en el 2002, ese mismo año el programa fue movido de sus transmisiones los domingos a los lunes y despuésen el 2003 fue cambiado nuevamente a los domingos.

### Cancelación
El 6 de julio del 2003 el director de programación y producción Tim Worner anunció que la serie había sido renovada para una tercera temporada sin embargo en septiembre del mismo año se anunció que la serie había sido revocada y la serie no continuaría. Aunque se creía que la serie había sido cancelada por los bajos índices de audiencia, Worner dijo que había sido cancelada por los costos.

### Distribución & DVD
A nivel internacional "The Southern Star Group" tiene los derechos de distribución. En Nueva Zelanda fue transmitida por TV ONE, en el 2006 volvió a transmitirse por TV2.
La primera temporada fue lanzada en DVD en formato de Región 4 (Australia). Los DVD son distribuidos por Madman Entertainment bajo el sello de VIA Vision Entertainment.